# Daniel Ngom Kome
Daniel Armand Ngom Kome (* 19. Mai 1980 in Bangou) ist ein kamerunischer Fußballspieler. Aufgrund seiner langjährigen Laufbahn im spanischen Fußball besitzt er auch einen spanischen Pass.

## Spielerkarriere

### Die ersten Jahre
Daniel Kome ging im Jahre 1999 aus seiner kamerunischen Heimat fort, um im spanischen Fußball sein Glück zu suchen. Seine erste Station war das B-Team von Atlético Madrid, welches zu diesem Zeitpunkt in der Segunda División spielte. Dort machte er erstmals auf sich aufmerksam mit 3 Toren in 33 Partien. Als die B-Elf Atléticos nach dem Abstieg der ersten Mannschaft zwangsabsteigen musste, verließ Kome den Club, um beim Ligarivalen UD Levante anzuheuern. Dort hatte er weniger Glück und so kam es, dass er nach einer für ihn katastrophalen Saison mit nur sieben Einsätzen zum Erstliga-Absteiger CD Numancia wechselte.

### Leistungsträger
Nach zwei Jahren, in denen Kome in Numancia zu alter Stärke zurückfand, gelang es ihm mit seiner Mannschaft im dritten Jahr in die erste Liga aufzusteigen. Er hingegen ging zum Mitaufsteiger FC Getafe, wo er sich mehr Einsatzmöglichkeiten erhoffte. Bei Getafe konnte er zeigen, dass der Kameruner auch in der Primera División mithalten kann. Nachdem er mit seiner Mannschaft einen guten Platz erreicht hatte, verließ er diese dennoch, da er oft nur eingewechselt wurde. Im Sommer 2005 zog es Daniel Kome zum ambitionierten Zweitligisten Ciudad de Murcia, mit dem er als Vierter knapp am Aufstieg scheiterte.

### Die letzten Jahre
Nach dem verpassten Aufstieg entschloss Kome sich das Angebot von Erstliga-Club RCD Mallorca anzunehmen, wo mit Samuel Eto’o bereits ein Landsmann groß rauskam. In der Hinserie kam er allerdings nur auf fünf Einsätze, was zu einem erneuten Vereinswechsel führte. Er kehrte in die zweite spanische Liga zurück und zwar zu Real Valladolid. Dort wurde er nur zweimal eingesetzt in der Rückrunde, doch sein Verein stieg in die erste Liga auf. Beide Seiten entschlossen sich aber zu einer weiteren Zusammenarbeit, die man im Sommer 2008 beendete. Kome wechselte zu CD Teneriffa.

### International
Daniel Kome ist aktueller Nationalspieler für Kamerun. Unter anderem nahm er an den Olympischen Spielen 2000, der WM 2002 und dem Afrika-Cup 2004 teil. Sein größter Erfolg war der Gewinn der Goldmedaille in Sydney ausgerechnet gegen sein fußballerisches Heimatland Spanien im Finale, welches erst nach Elfmeterschießen entschieden wurde.

## Erfolge

### National
- 2003/04 – Aufstieg in die Primera División mit CD Numancia
- 2006/07 – Aufstieg in die Primera División mit Real Valladolid

### International
- 2000 – Gold-Medaille bei den Olympischen Spielen in Sydney